# Jorgos Anatolakis
Jorgos Anatolakis (gr.: Γιώργος Ανατολάκης; ur. 16 marca 1974 w Salonikach) – grecki piłkarz występujący na pozycji obrońcy. Polityk, poseł do Parlamentu Grecji w latach 2009–2012.

## Kariera piłkarska

### Kariera klubowa
Anatolakis karierę rozpoczynał w 1992 roku w pierwszoligowym Iraklisie. Na początku 1997 roku przeszedł do także pierwszoligowego Olympiakosu. W latach 1997–2007 10 razy zdobył z nim mistrzostwo Grecji (1997, 1998, 1999, 2000, 2001, 2002, 2003, 2005, 2006, 2007). Trzykrotnie wywalczył z nim też Puchar Grecji (1999, 2005, 2006).
W 2007 roku Anatolakis odszedł do Atromitosu, również występującego w pierwszej lidze. Spędził tam sezon 2007/2008, po czym zakończył karierę.

### Kariera reprezentacyjna
W reprezentacji Grecji Anatolakis zadebiutował 27 marca 1996 w przegranym 0:1 towarzyskim meczu z Portugalią. W latach 1996–2007 w drużynie narodowej rozegrał 22 spotkań i zdobył 1 bramkę.

## Kariera polityczna
W latach 2009–2012 Anatolakis był członkiem greckiego parlamentu z ramienia Ludowego Zgromadzenia Prawosławnego.